# Bácsszőlős
Bácsszőlős je obec v Maďarsku v župě Bács-Kiskun v okrese Bácsalmás.

## Poloha
Bácsszőlős leží na jihu Maďarska, blízko srbských hranic. Bácsalmás je asi 8 km na jihozápad, srbská Subotica asi 20 km na jihovýchod.